# Jan Mikołaj Daniłowicz
Jan Mikołaj Daniłowicz herbu Sas (zm. 7 stycznia 1650) – podskarbi wielki koronny w latach 1632-1650, podskarbi nadworny koronny w latach 1627-1632, żupnik krakowski w latach 1640-1642, podstoli koronny w latach 1620-1627, żupnik krakowski (1640–1642) starosta przemyski w latach 1631-1650, starosta samborski, starosta czerwonogrodzki w 1632 roku, starosta chełmski w latach 1617–1632, starosta błoński w 1638 roku, starosta ratneński w 1638 roku, starosta kolski w 1631 roku.

## Życiorys
Jako minister wziął udział w sejmach: 1632 (II), 1632 (III), 1633, 1634, 1635 (I), 1635 (II), 1637 (I), 1637 (II), 1638, 1640, 1642, 1643, 1645, 1646, 1647, 1648 (I), 1648 (II), 1649, 1649/1650.
Syn Mikołaja.
W 1605 roku wpisał się do Albumu studentów Akademii Zamoyskiej. Studiował na Uniwersytecie w Padwie w 1617 roku, w Lowanium w 1619 roku, w Dillingen w latach 1623–1626.
W 1620 został podstolim wielkim koronnym, w 1627 podskarbim nadwornym koronnym, wreszcie w 1632 podskarbim wielkim. Był zręcznym administratorem, wzbudzał uznanie za umiejętność ściągania pieniędzy do skarbu koronnego na cele wojny ze Szwecją i Rosją.
Poseł na sejm 1624, 1625, 1627 roku z ziemi chełmskiej. Poseł na sejm warszawski 1626 roku z ziemi chełmskiej. Poseł z ziemi chełmskiej na sejm i deputat tego województwa na Trybunał Skarbowy Koronny w 1627 roku. Poseł na sejm nadzwyczajny 1629 roku z ziemi chełmskiej.
Był członkiem konfederacji generalnej zawiązanej 16 lipca 1632 roku. Był elektorem Władysława IV Wazy z województwa ruskiego w 1632 roku, podpisał jego pacta conventa. Był członkiem konfederacji generalnej zawiązanej 31 lipca 1648 roku.
W 1645 roku wraz ze żoną Zofią fundatorem kościoła Niepokalanego Poczęcia w Lublinie, drugiej świątyni karmelitanek bosych w tym mieście.
Żonaty z Zofią Tęczyńską, córką Gabriela Tęczyńskiego. Zmarł bezpotomnie.